# Neosemidalis longiscapa
Neosemidalis longiscapa är en insektsart som beskrevs av Meinander 1972. Neosemidalis longiscapa ingår i släktet Neosemidalis och familjen vaxsländor. Inga underarter finns listade i Catalogue of Life.